# Shen Yun Performing Arts

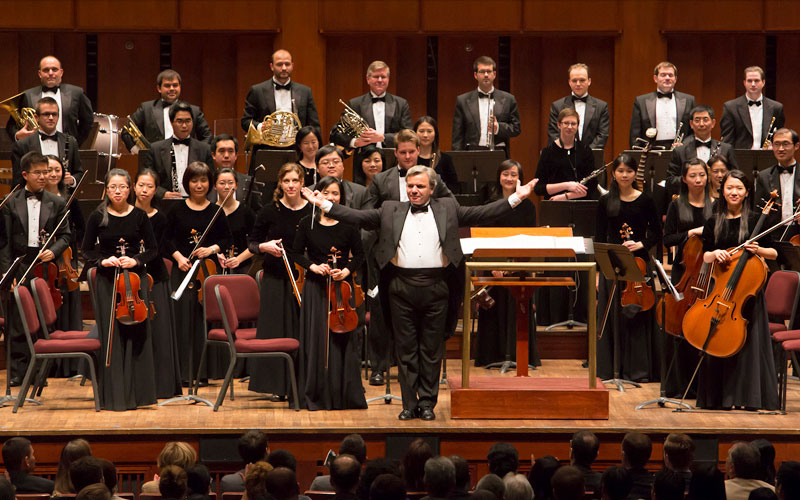
Milen Nachev con la Shen Yun Symphony Orchestra presso il Kennedy Center

Lo Shen Yun Performing Arts è una compagnia di spettacolo e intrattenimento con sede negli Stati Uniti che effettua tournée internazionali, gestita dal movimento religioso Falun Gong fondato da Li Hongzhi. Gli spettacoli della compagnia consistono in danze classiche cinesi e canzoni liriche, le cui coreografie inscenano storie ambientate nella Cina imperiale, fino alle persecuzioni del governo cinese contro il Falun Gong.
Negli spettacoli di Shen Yun vengono anche veicolati messaggi a favore dei valori tradizionali e dell'antievoluzionismo. Il media di estrema destra Epoch Times e Shen Yun sono mezzi di promozione del movimento religioso del Falun Gong. Alcuni media, tra cui il The New York Times, riportano delle controversie sul trattamento degli artisti da parte della compagnia, accuse che sono respinte dai responsabili della compagnia.
Il governo cinese impedisce a Shen Yun di esibirsi in Cina, poiché considera il Falun Gong un "culto antisociale" e ha cercato di cancellare le sue esibizioni all'estero facendo pressione su teatri e governi. Il Falun Gong è perseguitato dal governo cinese dal 1999 e al riguardo sono state documentate varie violazioni dei diritti umani.

## Storia

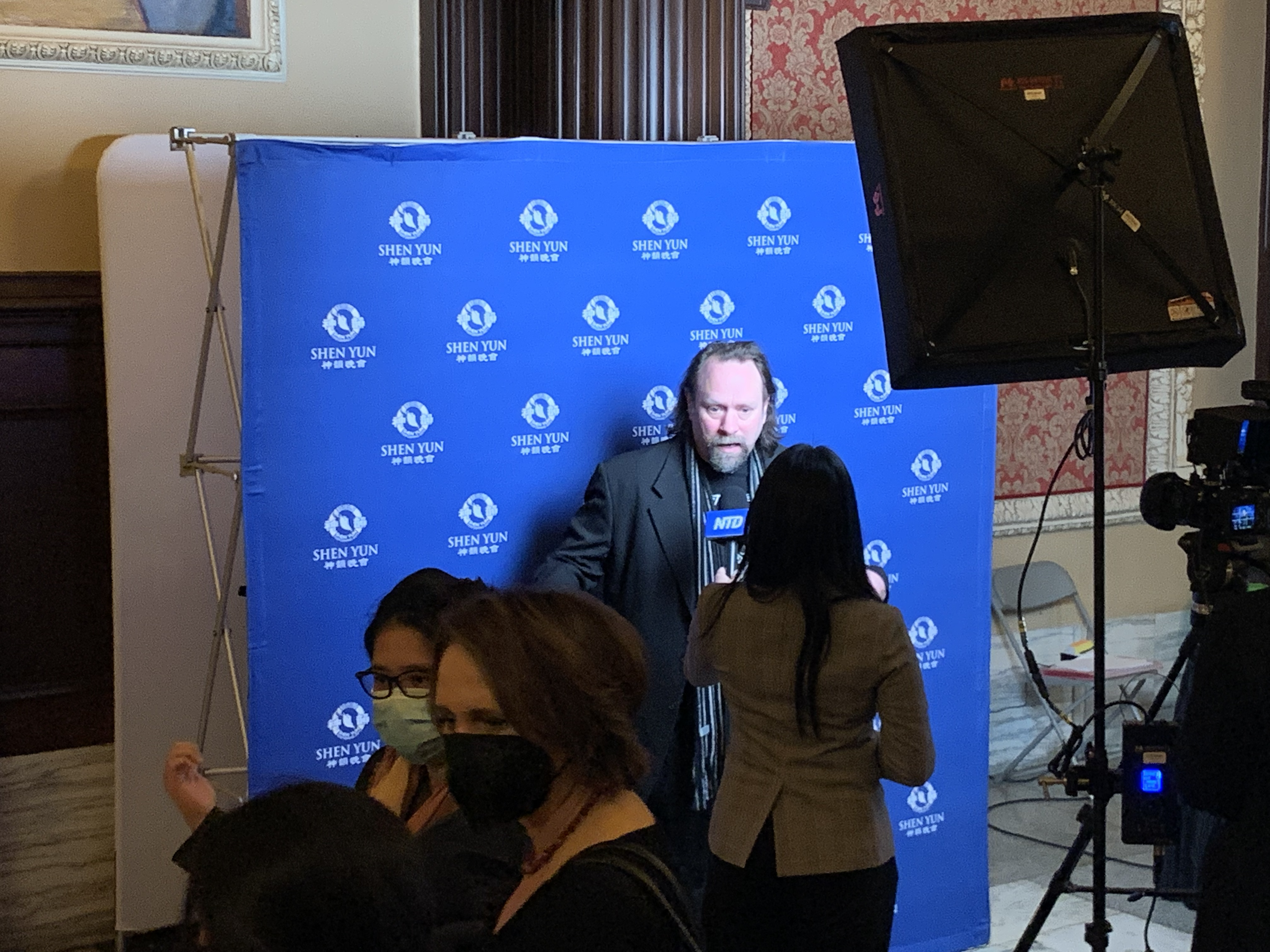
Intervista della New Tang Dynasty Television all'interno dello State Theatre di Cleveland, Ohio, durante uno spettacolo di Shen Yun. L'emittente televisiva è affiliata al Falun Gong.

Nel 2006, un gruppo di praticanti cinesi del Falun Gong espatriati e residenti in Nord America ha fondato Shen Yun a New York. Lo scopo dichiarato della compagnia era quello di far rivivere la cultura e le tradizioni cinesi del periodo precedente alla rivoluzione comunista cinese. In un articolo di giornale che analizza la geopolitica del Falun Gong, lo studioso Weihsuan Lin ha scritto: "La 'rinascita di cinquemila anni di civiltà' di Shen Yun tenta di mettere in discussione e separare l'intreccio tra il Partito e lo Stato; mette in atto, a livello globale, un discorso geopolitico alternativo in cui una Cina culturalmente ricca e prospera senza il PCC è esistita in passato e sta per tornare nel prossimo futuro".
Nel 2007, la compagnia ha condotto la sua prima tournée con 90 ballerini, musicisti, solisti e personale di produzione. I primi spettacoli erano intitolati "Chinese Spectacular", "Holiday Wonders", "Chinese New Year Splendor". La compagnia si chiamava inizialmente "Divine Performing Arts", successivamente adottò il nome di "Shen Yun". Nel 2009, Shen Yun aveva sviluppato tre compagnie e orchestre complete che giravano contemporaneamente in tutto il mondo. Alla fine della stagione 2010, circa un milione di persone aveva assistito alle esibizioni delle troupe.
Nel 2019, Associated Press riportava che Shen Yun operava presso la sede del Falun Gong nel complesso di Dragon Springs a Deerpark, New York, dove disponeva di ampi spazi per le prove. Dragon Springs è registrata come proprietà religiosa con il nome di chiesa buddista Dragon Springs.
Nel 2021, la troupe ha iniziato a presentare i suoi spettacoli come "La Cina prima del comunismo".
Fino al 2024, Shen Yun ha accumulato 266 milioni di dollari di attività, principalmente grazie alla vendita dei biglietti e al mantenimento dei costi grazie a numerose ore di volontariato e, talvolta, ai risparmi personali degli aderenti al Falun Gong.
Shen Yun è composta da 8 compagnie e conta circa 480 artisti. Shen Yun si è esibito davanti a milioni di persone, ha girato più di 200 città in Europa, Nord America, Oceania e Asia. In Italia ha a volte registrato il tutto esaurito.
Nel febbraio 2025, il New York Times ha riferito che le autorità federali stavano conducendo un'indagine penale su Shen Yun, incentrata in parte su una possibile frode in materia di visti. Il dirigenti della compagnia avrebbero organizzato incontri tra studenti stranieri e cittadini statunitensi finalizzati al rilascio del visto.

## Caratteristiche degli spettacoli
Ogni spettacolo di Shen Yun consiste di circa 20 atti, che mostrano scene che narrano leggende o storie ambientate nelle varie dinastie della Cina. Alcuni atti raffigurano anche scene della Cina moderna e raccontano le vicende dei praticanti del Falun Gong, perseguitati dal governo cinese. Ogni anno, presenta uno spettacolo completamente nuovo.
Fulcro degli spettacoli di Shen Yun è la danza classica cinese, che ha una storia di migliaia di anni e risale agli spettacoli di corte degli antichi palazzi della Cina. Inoltre, degli sfondi animati - proiettati dietro i ballerini - creano ambientazioni naturali, storiche o anche ultraterrene. Una tecnica frequentemente impiegata da Shen Yun crea l’illusione che i ballerini entrino ed escano dagli sfondi digitali animati. Ad accompagnare i ballerini c'è l'orchestra di Shen Yun, che unisce strumenti occidentali e cinesi.
Gli spettacoli prevedono anche delle esibizioni di strumenti tradizionali cinesi e delle canzoni cantate in cinese in stile lirico.

### Danza
Al centro delle produzioni di Shen Yun ci sono esibizioni di danza di gruppo.
Ogni compagnia itinerante è composta da circa 40 ballerini e ballerine, che eseguono principalmente versioni moderne ispirate alle danze classiche cinesi, facendo ampio uso di tecniche acrobatiche e di volteggio, forme e posture.
Il repertorio di Shen Yun attinge a storie e leggende cinesi, come la leggenda di Mulan, Il viaggio in Occidente e I briganti (conosciuto anche con il titolo di "In riva all'acqua"). Descrive anche la storia del Falun Gong oggi e altre situazioni moderne.

### Musica
Le danze di Shen Yun sono accompagnate da strumenti cinesi: pipa, suona, dizi, guzheng e una varietà di strumenti a percussione cinesi. Inoltre, un'orchestra occidentale completa guida le melodie.
Tra una danza e l'altra ci sono esibizioni solistiche con strumenti cinesi come l'erhu.
Tra una sequenza di danza e l'altra, oltre alle esibizioni di erhu, si alternano cantanti lirici che eseguono brani che a volte richiamano temi spirituali o religiosi.
La musica per Shen Yun è stata composta da Jing Xian e Junyi Tan. Tre degli artisti di Shen Yun - il flautista Ningfang Chen, l'erhuista Mei Xuan e il tenore Guan Guimin - hanno ricevuto il premio “National First Class Performer” dal Ministero della Cultura cinese. Prima di unirsi a Shen Yun, Guan Guimin era ben noto in Cina per il suo lavoro sulle colonne sonore di oltre 50 film e programmi televisivi. Altri artisti degni di nota includono il solista di erhu Xiaochun Qi.

### Costumi e scenografie
I ballerini di Shen Yun si esibiscono indossando costumi intricati, spesso accompagnati da una varietà di oggetti di scena.
Alcuni costumi sono pensati per imitare gli abiti di varie etnie, mentre altri raffigurano antichi ballerini di corte cinesi, soldati o personaggi di storie classiche.
Gli oggetti di scena includono fazzoletti colorati, tamburi, ventagli, bacchette o sciarpe di seta.
Ogni opera di Shen Yun è ambientata su uno sfondo proiettato digitalmente, che di solito raffigura paesaggi come le praterie mongole, le corti imperiali, gli antichi villaggi, i templi o le montagne.
Alcuni sfondi contengono elementi in movimento, come versioni digitali dei ballerini, che si integrano con lo spettacolo.

## L'opposizione del governo cinese
Shen Yun non si esibisce in Cina e il governo cinese ha tentato di cancellare gli spettacoli di Shen Yun altrove attraverso pressioni politiche esercitate dalle ambasciate e dai consolati stranieri., facendo anche pressione sui gestori dei teatri di diversi paesi, tra cui Irlanda, Germania, Corea del Sud e Svezia. Secondo Shen Yun, il governo cinese ha anche tentato di cancellare l'esibizione di Shen Yun a Hong Kong, rifiutando i visti d'ingresso di sei membri.
Nel novembre 2024, un uomo è stato condannato in California per aver agito per conto del governo cinese corrompendo un agente dell'Internal Revenue Service per togliere a Shen Yun lo status di esenzione fiscale.
I diplomatici cinesi hanno inviato lettere ai funzionari eletti in Occidente per esortarli a non assistere o sostenere in altro modo lo spettacolo, che descrivono come "propaganda" volta a "infangare l'immagine della Cina".

## Propaganda religiosa, antievoluzionismo e omofobia
Diversi giornali hanno riportato che gli spettacoli della compagnia contengono contenuti di propaganda religiosa che denigrano l'omosessualità l'ateismo e l'evoluzionismo con conseguenti lamentele di una parte degli spettatori. Alla compagnia viene criticato il fatto che nella promozione degli spettacoli non vi siano accenni al contenuto religioso e politico delle esibizioni.

### Falun Gong

Logo del Falun Gong

Shen Yun, il media di estrema destra The Epoch Times e una serie di altre organizzazioni operano come estensioni del Falun Gong, il cui leader Li Hongzhi definisce come "loro" media.
Nel 2020, il reporter investigativo Samuel Braslow, con sede a Los Angeles (in un articolo poi ritrattato dal Los Angeles Magazine) aveva descritto il background di Shen Yun nel marzo 2020, affermando: "Sia Shen Yun che Epoch Times sono finanziati e gestiti da membri del Falun Gong, un gruppo spirituale controverso che è stato bandito dal governo cinese nel 1999 [...] Nel corso degli anni Shen Yun ed Epoch Times, pur essendo organizzazioni nominalmente separate, hanno operato in tandem nella campagna di pubbliche relazioni del Falun Gong contro il governo cinese, prendendo indicazioni da Li". Il redattore Chris Jennewein di MyNewsLA ha scritto che il Los Angeles Magazine è stato citato in giudizio per diffamazione nel maggio 2020 dall'Epoch Times, in riferimento alla notizia di Braslow. Il Los Angeles Magazine ha tolto il pezzo dal suo sito web a luglio, come ordinato dal giudice federale George H. Wu, e ha pubblicato un avviso di ritrattazione nel numero di settembre 2020 della rivista.
Tra il 2009 e il 2024, The Epoch Times ha pubblicato 17 000 articoli relativi a Shen Yun.

## Trattamento degli artisti
Nel 2024, molti organi di informazione hanno riferito che Shen Yun avrebbe abusato e maltrattato i suoi ballerini. Secondo un'inchiesta del 2024 del The New York Times, Shen Yun scoraggiava abitualmente gli artisti dal richiedere cure mediche per gli infortuni e imponeva loro estenuanti programmi di prove e tournée attraverso abusi emotivi e manipolazioni. Shen Yun recluterebbe ballerini e musicisti minorenni per farli lavorare a lungo e poco pagati. Evan Glickman, un percussionista che ha viaggiato con Shen Yun per due anni, ha dichiarato che due terzi dei musicisti sono studenti e che "quel posto non funzionerebbe se dovessero pagare dei veri musicisti, come fanno tutte le altre organizzazioni del paese". Un violinista, Eugene Liu, ha iniziato a lavorare per Shen Yun a 15 anni ed è rimasto con il gruppo per 2 anni, ma non ha mai guadagnato più di 300 dollari al mese nonostante abbia lavorato in oltre 200 spettacoli.
I ballerini spesso esitavano a rivolgersi a un medico in caso di infortunio o malessere, poiché i praticanti del Falun Gong credono che la vera aderenza ai loro principi possa permettere agli individui di superare malattie o infortuni senza interventi esterni. Li Hongzhi, il fondatore del Falun Gong, ha incoraggiato gli artisti a impegnarsi nella meditazione come mezzo per affrontare gli infortuni, suggerendo che tali problemi fisici derivassero da squilibri spirituali. Di conseguenza, alcuni ballerini hanno continuato a esibirsi nonostante infortuni come lussazioni alle rotule e distorsioni alle caviglie, per evitare di dare l'impressione di essere sleali nei confronti di Li. Inoltre, i dirigenti di Shen Yun avrebbero avvertito gli artisti che abbandonare l'organizzazione avrebbe potuto comportare gravi conseguenze, come la perdita della guida protettiva di Li. Sette ex artisti hanno raccontato di essere stati informati che se avessero scelto di dimettersi da Shen Yun, avrebbero dovuto rimborsare i costi associati all'istruzione, all'alloggio e alle spese di vita sostenute con borse di studio complete, per un ammontare potenziale di centinaia di migliaia di dollari. Tuttavia, hanno notato che non c'è stato alcun seguito a queste richieste di rimborso.
Sul suo sito web, Shen Yun dichiara che l'85% dei suoi artisti sono adulti e che gli studenti artisti ricevono borse di studio del valore di 50 000 dollari all'anno per frequentare le scuole affiliate a Shen Yun che sono registrate presso il Dipartimento dell'Istruzione dello Stato di New York o accreditate dalla Commissione per l'Istruzione Superiore del New England.
Nel novembre 2024, il Dipartimento del Lavoro dello Stato di New York ha aperto un'indagine su Shen Yun in seguito alla denuncia del New York Times. Lo stesso mese, un ex ballerino di Shen Yun ha citato in giudizio il gruppo, Li e altri imputati, sostenendo che Shen Yun sottopone i bambini che lavorano per lui a condizioni dure, tra cui lavorare per molte ore e con una paga ridotta.

## Recensioni
Nel 2018 la rivista di arti di spettacolo Stagewhispers afferma che “c’è qualcosa di piuttosto ‘extraterreno’, persino magico, in Shen Yun”. Stagewhispers definisce Shen Yun “squisito, etereo, eccellente, misterioso, entusiasmante”. Nello stesso anno Il Giornale descrive lo spettacolo come “Profondo, sublime, commovente”.
Nel 2023 un articolo di The Spectator ritiene che sebbene curato e ben prodotto, lo spettacolo manca di vera brillantezza tecnica. La danza sarebbe precisa ma priva di virtuosismi spettacolari. In conclusione lo ritiene un intrattenimento modesto e non da rivedere.
Nel 2025 sul Corriere della Sera si parla di “Ambientazioni imperiali, con architetture maestose, sete fruscianti e nuvole surreali, in un trionfo di colori pastello che si impennano in cromie accese, dal rosa pallido al verde smeraldo”. L’articolo definisce i ballerini “Eleganti e tecnicamente impeccabili”.